# Стефан Станев (стопански деец)
Вижте пояснителната страница за други личности с името Стефан Станев.
 Стефан Петров Станев  е български стопански деец. Почетен гражданин на Ловеч.

## Биография
Стефан Станев е роден на 14 октомври 1913 г. в Ловеч. Най-големият в семейство с още две деца, сестрите му Мара (1916 – 2012) и Анка (1920 – 2001). Баща му Петър Станев притежава табахни в местността „Табашко поле“ и дюкян на Покрития мост, изгорял в пожара от 1925 година, когато мостът е изпепелен напълно. Прапрадядо му е ктитор на северния нартик на църквата в Троянския манастир, а по-късно през 1890 г. вуйчото на баща му става игумен на манастира. Стефан Станев завършва Държавно смесено педагогическо училище „Цар Борис III“ (Ловеч) (1932). Заедно със сестра си Мара работи в семейната кожарска работилница и дюкяна към нея, за да издържа семейството, поради преждевременната смърт на баща си. Висше образование завършва във Финансово-стопанския факултет на Свободния университет в София (1938) (днес УНСС).
От 1939 г. до пенсионирането си през 1981 г. работи като банков служител. Трудовия си път започва в „Популярна банка“, Ловеч. Последователно работи в „Земеделска банка“, Севлиево и Ловеч. След сливане на банките през 1948 г. е в „Българска народна банка“, клон Ловеч. Тук е неин заместник-директор (1948 – 1951) и директор (1951 – 1981). Като такъв чрез кредитната дейност и финансов контрол подпомага и следи цялостното развитие на стопанските предприятия, благоустрояване и инфраструктурно развитие на Ловеч.
Стефан Станев е активен участник в културния живот на Ловеч. Хорист в представителния градски хор (1931 – 1958), председател на Ловчанско читалище „Наука“ (1960 – 1966).
Удостоен със званието почетен гражданин на Ловеч на 29 ноември 2004 г. „За значителни постижения в банковото дело, културния и обществен живот на Ловеч“.